# 43. ročník udílení cen Daytime Emmy
43. ročník udílení cen Daytime Emmy se konal 1. května 2016 ve Westin Bonaventure Hotel and Suites v Los Angeles v Kalifornii. Nominace byly oznámeny 27. ledna 2016 a 24. března 2016, během epizody talk show The Talk.

## Vítězové a nominovaní
Vítězi jsou uvedeni jako první v pořadí a označeni tučně.
| Nejlepší dramatický seriál | Nejlepší soutěžní pořad |
| --- | --- |
| General Hospital (ABC) - Báječní a bohatí (CBS) - Tak jde čas (NBC) - Mladí a neklidní (CBS) | The Price Is Right (CBS) - Jeopardy! - Let's Make A Deal (CBS) - Monopoly Millionaire's Club - Who Wants to be a Millionaire |
| Nejlepší ranní pořad | Nejlepší ranní pořad ve španělštině |
| CBS Sunday Morning (CBS) - CBS This Morning (CBS) - Good Morning America(ABC) - The Today Show (NBC) | Café CNN (CNN ve španělštině) - Un Nuevo Día (Telemundo) - ¡Despierta América!(Univision) |
| Nejlepší talk-show - informativní | Nejlepší talk-show zábava |
| The Chew (ABC) - The Dr. Oz Show - Larry King Now (Ora TV) - The Doctors - The Kitchen (Food Network) | The Talk - Show Ellen DeGeneresové - The Real - The View - The Wendy Williams Show |
| Nejlepší novinky ze zábavního průmyslu | Nejlepší zábavný pořad ve španělštině |
| Extra - Access Hollywood - Entertainment Tonight - The Insider - TMZ | SuperLatina with Gaby Natale (SuperLatina + AGANARmedia + VmeTV) - Clix (CNN ve španělštině) - Destinos (CNN ve španělštině) - Fuerza En Movimiento(CNN ve španělštině) - Vive la salud con la Dra. Azaret (CNN ve španělštině) |
| Nejlepší herečka v hlavní roli - dramatický seriál | Nejlepší herec v hlavní roli - dramatický seriál |
| Mary Beth Evans jako Kayla Brady - Tak jde čas (NBC) - Tracey E. Bregman jako Lauren Fenmore Baldwin - Mladí a neklidní (CBS) - Kassie DePaiva jako Eve Donovan - Tak jde čas (NBC) - Finola Hughes jako Anna DeVane - General Hospital (ABC) - Maura West jako Ava Jerome - General Hospital (ABC) | Tyler Christopher jako Nikolas Cassadine - General Hospital (ABC) - Anthony Geary jako Luke Spencer on General Hospital (ABC) - Justin Hartley jako Adam Newman - Mladí a neklidní (CBS) - Christian LeBlanc jako Michael Baldwin -'Mladí a neklidní' (CBS) - Kristoff St. John jako Neil Winters- Mladí a neklidní (CBS) |
| Nejlepší herečka ve vedlejší roli - dramatický seriál | Nejlepší herec ve vedlejší roli - dramatický seriál |
| Jessica Collins jako Avery Bailey Clark - Mladí a neklidní (CBS) - Lauralee Bell jako Christine Williams- Mladí a neklidní (CBS) - Linsey Godfrey jako Caroline Spencer - Báječní a bohatí (CBS) - Peggy McCay jako Caroline Brady - Tak jde čas (NBC) - Melissa Reeves jako Jennifer Horton - Tak jde čas (NBC) | Sean Blakemore jako Shawn Butler - General Hospital (ABC) - Steve Burton jako Dylan McAvoy - Mladí a neklidní (CBS) - Bryton James jako Devon Hamilton- Mladí a neklidní (CBS) - Jacob Young jako Rick Forrester - Báječní a bohatí (CBS) - Dominic Zamprogna jako Dante Falconeri - General Hospital (ABC) |
| Nejlepší mladá herečka - dramatický seriál | Nejlepší mladý herec - dramatický seriál |
| True O'Brien jako Paige Larson- Tak jde čas (NBC) - Reign Edwards jako Nicole Avant - Báječní a bohatí (CBS) - Hunter King jako Summer Newman - Mladí a neklidní (CBS) - Ashlyn Pearce jako Aly Forrester- Báječní a bohatí (CBS) - Brooklyn Rae Silzer jako Emma Drake - General Hospital (ABC) | Bryan Craig jako Morgan Corinthos - General Hospital (ABC) - Nicolas Bechtel jako Spencer Cassadine - General Hospital (ABC) - Max Ehrich jako Fenmore Baldwin- Mladí a neklidní (CBS) - Pierson Fodé jako Thomas Forrester- Báječní a bohatí CBS) - Tequan Richmond jako Tj Ashford - General Hospital (ABC) |
| Nejlepší host - dramatický seriál | Nejlepší talent španělského programu |
| Obba Babatundé jako Julius Avant - Báječní a bohatí (CBS) - Anna Maria Horsford jako Vivienne Avant - Báječní a bohatí (CBS) - Adam Leadbeater jako Doktor Malcolm - Tak jde čas (NBC) - Frank Runyeon jako Angel - Mladí a neklidní (CBS) - Dee Wallace jako Patricia Spencer - General Hospital (ABC) | Gaby Natale, SuperLatina with Gaby Natale (SuperLatina + AGANARmedia + VmeTV) - Raul De Molina, El Gordo y la Flaca (Univision) - Carlos Calderon, El Gordo y la Flaca (Univision) - Elizabeth Hernandez Curiel, El Gordo y la Flaca (Univision) - Camilo Egana, Eucentro(CNN ve španělštině) |
| Nejlepší moderátor soutěžního pořadu | Nejlepší moderátor talk-show - informace |
| Craig Ferguson, Celebrity Name Game - Wayne Brady, Let's Make a Deal (CBS) - Brooke Burns, The Chase (Game Show Network) - Billy Gardell, Monopoly Millionaires' Club - Steve Harvey, Family Feud | Dr. Mehmet Oz, The Dr. Oz Show - Mario Batali, Carla Hall, Clinton Kelly, Daphne Oz a Michael Symon, The Chew (ABC) - Steve Harvey, Steve Harvey - Larry King, Larry King Now (Ora TV) - Peter Salgo, Second Opinion (PBS) |
| Nejlepší moderátor talk-show - zábava | Nejlepší tým scenáristů - dramatický seriál |
| Kelly Ripa a Michael Strahan, Live! with Kelly and Michael - Adrienne Bailon, Tamar Braxton, Loni Love, Jeannie Mai a Tamera Mowry, The Real - Julie Chen, Sara Gilbert, Sharon Osbourne, Aisha Tyler a Sheryl Underwood, The Talk (CBS) - Joy Behar, Candace Cameron Bure, Michelle Collins, Paula Faris, Whoopi Goldberg, Rosie Perez, Raven-Symoné, a Nicolle Wallace, The View (ABC) - Wendy Williams, The Wendy Williams Show | Báječní a bohatí - Hlavní scenárista: Bradley Bell; Co-hlavní scenárista: Michael Minnis; Scenáristé: Rex M. Best, Shannon Bradley, Adam Dusevoir, Tracey Ann Kelley, Patrick Mulcahey, Mark Pinciotti, John F. Smith, Michele Val Jean - General Hospital - Hlavní scenárista: Shelly Altman,Ron Carlivati, Jean Passanante; Scenáristé: Anna Theresa Cascio, Daniel James O'Connor, Chris Van Etten; Script Writers: Andrea Archer Compton, Suzanne Flynn,Kate Hall, Elizabeth Korte, Katherine Schock, Scott Sickles - Mladí a neklidní - Hlavní scenárista: Shelly Altman, Jean Passanante, Charles Pratt, Jr.; Co-hlavní scenárista: Tracey Thomson; Writers: Amanda L. Beall, Jeff Beldner, Brent Boyd, Michael Conforti, Susan Dansby, Janice Ferri Esser, Lucky Gold, Beth Milstein, Anne Schoettle, Natalie Minardi Slater |
| Nejlepší tým režisérů - dramatický seriál | Ocenění životního úspěchu |
| General Hospital (ABC) - Báječní a bohatí (CBS) - Tak jde čas (NBC) - Mladí a neklidní (CBS) | - Sonia Manzano |